# Margin Sports Cars
Margin Sports Cars war ein britischer Hersteller von Automobilen.

## Unternehmensgeschichte
Martin Griffin gründete 1999 das Unternehmen in Harrogate in der Grafschaft North Yorkshire. Er begann mit der Produktion von Automobilen und Kits. Der Markenname lautete Margin. 2001 endete die Produktion. Insgesamt entstanden etwa vier Exemplare.

## Fahrzeuge
Das einzige Modell war der Street Rat. Richard Ashby entwarf die zweisitzige Karosserie und Dave Sewell das Fahrgestell. Der Vierzylindermotor kam vom Ford Fiesta.
YKC Sports Cars setzte die Produktion von 2002 bis 2004 unter eigenem Markennamen als YKC Pace fort.